# Katrin Lange (Politikerin)
Katrin Lange (* 24. Dezember 1971 in Brandenburg (Havel), DDR als Katrin Hofmeister) ist eine deutsche Politikerin (SPD). Von Dezember 2024 bis Mai 2025 war sie Ministerin des Innern und für Kommunales des Landes Brandenburg im Kabinett Woidke IV. Davor war sie von 2019 bis 2024 Ministerin der Finanzen und für Europa des Landes Brandenburg im Kabinett Woidke III und von 2016 bis 2019 Staatssekretärin im Ministerium des Innern und für Kommunales Brandenburg. Seit 2019 ist sie Mitglied des Landtages in Brandenburg.

## Leben
Katrin Lange wurde als Katrin Hofmeister geboren, da ihre Eltern erst 1975 heirateten. Nach dem Abschluss der Polytechnischen Oberschule absolvierte sie im VEB Bau- und Montagekombinat Ost in Brandenburg (Havel) von 1988 bis 1991 eine Berufsausbildung mit Abitur zur Hochbaufacharbeiterin für Beton- und Stahlbeton. Danach begann Lange eine Ausbildung zur Bürokraft im Ministerium des Innern des Landes Brandenburg (1991–1993). Es folgten Stellen als Angestellte im Bauamt des Landkreises Kyritz/Landkreises Ostprignitz-Ruppin (1993–1994) und im Ministerium des Innern des Landes Brandenburg (1994–1997) sowie als Leiterin des Ordnungsamtes des Amtes Meyenburg (1997–2001).
Zwischen 2001 und 2004 war sie Leiterin des Haupt- und Ordnungsamtes des Amtes Meyenburg, absolvierte 2002 daneben eine berufsbegleitende Fortbildung an der Brandenburgischen Kommunalakademie zur Verwaltungsfachwirtin und war von 2004 bis 2014 Amtsdirektorin des Amtes Meyenburg. 
Von 2005 bis 2014 war Lange außerdem 1. stellvertretende Vorsitzende und Sprecherin des „Wachstumskerns Autobahndreieck Wittstock/Dosse e. V.“.

## Politik
Lange trat 1995 in die SPD ein und war von 2013 bis 2025 stellvertretende Vorsitzende des SPD-Landesverbandes Brandenburg.

### Öffentliche Ämter
Am 11. November 2014 wurde Katrin Lange unter Ministerin Kathrin Schneider, welche den Posten zuvor im Kabinett Woidke I bekleidet hatte, zur Staatssekretärin im Ministerium für Infrastruktur und Landesplanung des Landes Brandenburg ernannt. 
Am 12. April 2016 wurde sie unter Minister Karl-Heinz Schröter Staatssekretärin im Ministerium des Innern und für Kommunales des Landes Brandenburg. Lange wurde dort Nachfolgerin von Matthias Kahl, der aufgrund von gesundheitlichen Problemen aus dem Dienst ausgeschieden war. Ines Jesse übernahm Langes Posten im Ministerium für Infrastruktur und Landesplanung.
Lange zog bei der Landtagswahl in Brandenburg 2019 als im Landtagswahlkreis Prignitz II/Ostprignitz-Ruppin II direkt gewählte Abgeordnete in den Landtag Brandenburg ein. Bei der Landtagswahl 2024 verlor sie dieses Direktmandat an Torsten Arndt (AfD) und zog über die Landesliste der SPD Brandenburg in den 8. Landtag ein.
Vom 20. November 2019 bis zum 11. Dezember 2024 war sie Ministerin der Finanzen und für Europa des Landes Brandenburg im Kabinett Woidke III. Nach dem Rücktritt von Axel Vogel war sie vom 25. November 2024 bis zum 13. Dezember 2024 zudem kommissarische Leiterin des Ministeriums für Landwirtschaft, Umwelt und Klimaschutz des Landes Brandenburg. 
Am 11. Dezember 2024 wurde sie zur Ministerin des Innern und für Kommunales des Landes Brandenburg im Kabinett Woidke IV ernannt. Am 16. Mai 2025 trat sie von diesem Amt zurück.

### Affäre um die Entlassung des Landesverfassungsschutzchefs
Am 6. Mai 2025 entließ Lange den ihrem Ministerium unterstehenden Leiter des Brandenburgischen Verfassungsschutzes Jörg Müller; als Grund nannte sie fehlendes Vertrauen. Die Hochstufung der AfD Brandenburg vom „rechtsextremen Verdachtsfall“ zu „gesichert rechtsextrem“ war im April 2025 beschlossen worden, ihr allerdings erst drei Wochen später mitgeteilt worden. Der Brandenburger CDU-Fraktionsvorsitzende Jan Redmann zeigte sich darüber verwundert; die Landtagsfraktion der SPD und das BSW Brandenburg sprachen Lange das Vertrauen aus. Einige SPD-Abgeordnete forderten sie auf, auf ihre Kandidatur zur stellvertretende Landesvorsitzenden auf dem Parteitag im Juni 2025 zu verzichten. Die Linkenpolitikerin Isabelle Vandre sagte, Lange „geriere sich seit Monaten mit immer härteren Forderungen in der Migrationspolitik als Stichwortgeberin für den Rechtspopulismus“. Die Brandenburger Jusos forderten Langes Rücktritt. Am 16. Mai 2025 gab sie ihren Rücktritt als Innenministerin bekannt. Als Grund dafür gab sie an, die Affäre habe der Koalition geschadet, und nannte die Unterstellungen haltlos. Sie wolle ihren Sitz im Landtag behalten und nicht mehr für den stellvertretenden Vorsitz der SPD Brandenburg kandidieren.

### Positionen
In einem Interview mit dem Deutschlandfunk kritisierte Lange im August 2022 im Zusammenhang mit den Sanktionen gegen Russland seit dem Überfall auf die Ukraine den Ausstieg Deutschlands aus russischem Pipeline-Öl. Lange sagte: „Wir sind nicht verpflichtet, uns selbst zu schaden.“

## Privates
Katrin Lange lebt im Ortsteil Beveringen der Stadt Pritzwalk (Landkreis Prignitz) und ist Mutter eines Sohnes (* 1999).